# Eleições estaduais em Goiás em 1947
As eleições estaduais em Goiás em 1947 ocorreram a 19 de janeiro, como parte das eleições gerais no Distrito Federal, em 20 estados e nos territórios federais do Acre, Amapá, Rondônia e Roraima. Em Goiás a UDN fez o governador Coimbra Bueno (cujo vice-governador seria o médico Hosaná Guimarães) e o senador Alfredo Nasser, embora tenha ficado em minoria na Assembleia Legislativa.
Nascido em Rio Verde, o governador Coimbra Bueno é formado em Engenharia Civil em 1933 pela Universidade Federal do Rio de Janeiro com especialização em Urbanismo. No ano seguinte, durante a construção de Goiânia, assumiu a Superintendência Geral de Obras de Goiânia onde permaneceu quatro anos. Membro do Conselho Estadual de Economia e Finanças, foi representante da Associação dos Pecuaristas do Brasil Central no Rio de Janeiro e ainda na capital goiana estabeleceu uma empresa junto com seu irmão, Abelardo Coimbra Bueno. Primeiro governador de Goiás eleito por voto direto a tomar posse no Palácio das Esmeraldas em 22 de março de 1947, Coimbra Bueno venceu a máquina do PSD que estava sob o controle de Pedro Ludovico Teixeira. Quanto a escolha do vice-governador, esta aconteceu em momento posterior pelos deputados estaduais.
Outro revés sofrido pelo PSD aconteceu com a vitória de Alfredo Nasser para senador. Nascido em Caiapônia e formado em Direito em São Paulo em 1927, ele foi jornalista da Folha de S. Paulo e ao voltar a Goiás foi também professor e advogado. Colaborador do interventor federal Carlos Pinheiro Chagas, foi duas vezes deputado estadual por seu estado, mas os mandatos foram extintos pela Revolução de 1930 e pelo Estado Novo. Funcionário lotado no Departamento Administrativo do Serviço Público (DASP), retornou à vida pública via UDN após o fim da Era Vargas elegendo-se suplente de deputado federal em 1945.

## Resultado da eleição para governador
Houve 79.745 votos nominais.
| Candidato a governador do estado | Candidato a vice-governador | Número | Coligação           | Votação | Percentual |
| -------------------------------- | --------------------------- | ------ | ------------------- | ------- | ---------- |
| Coimbra Bueno UDN                | Hosaná Guimarães UDN        | -      | UDN (sem coligação) | 40.792  | 51,15%     |
| José Ludovico de Almeida PSD     | Não havia -                 | -      | PSD (sem coligação) | 38.953  | 48,85%     |

## Resultado da eleição para senador
Houve 78.116 votos nominais.
| Candidatos a senador da República | Primeiro suplente de senador | Número | Coligação           | Votação | Percentual |
| --------------------------------- | ---------------------------- | ------ | ------------------- | ------- | ---------- |
| Alfredo Nasser UDN                | José Lourenço Dias UDN       | -      | UDN (sem coligação) | 43.436  | 55,60%     |
| Paulo Fleury PSD                  | Belarmino Cruvinel PSD       | -      | PSD (sem coligação) | 34.680  | 44,40%     |

## Deputados estaduais eleitos
As 32 vagas disponíveis na Assembleia Legislativa de Goiás foram assim distribuídas: PSD dezesseis, UDN nove, PSB quatro, PCB duas e PR uma.

Representação eleita
  PSD: 16
  UDN: 9
  PSB: 4
  PCB: 2
  PR: 1

Fonteː
| Deputados estaduais eleitos   | Partido | Votação | Percentual | Cidade onde nasceu     | Unidade federativa |
| José de Souza Porto           | PSD     | 2.010   | 2,52%      | Posse                  | Goiás              |
| Félix Pereira de Moura        | UDN     | 1.830   | 2,29%      | Formosa                | Goiás              |
| Vilmar Guimarães              | UDN     | 1.810   | 2,26%      | Rio Verde              | Goiás              |
| Benedito Vaz                  | PSD     | 1.671   | 2,09%      | Ipameri                | Goiás              |
| José Hercílio Curado Fleury   | PR      | 1.646   | 2,06%      | Goiás                  | Goiás              |
| José Gumercindo Marques Otero | UDN     | 1.599   | 2,00%      | Uberaba                | Minas Gerais       |
| Taciano Melo                  | PSD     | 1.567   | 1,96%      | Capela                 | Alagoas            |
| Alberto Pinto Coelho          | PSD     | 1.528   | 1,91%      | Manhuaçu               | Minas Gerais       |
| José Peixoto da Silveira      | PSD     | 1.477   | 1,85%      | Cristais               | Minas Gerais       |
| Diógenes Dolival Sampaio      | UDN     | 1.421   | 1,78%      | Catalão                | Goiás              |
| Serafim de Carvalho           | PSD     | 1.378   | 1,72%      | Jataí                  | Goiás              |
| Rui Cavalcanti                | UDN     | 1.324   | 1,66%      | Santa Cruz de Goiás    | Goiás              |
| Sebastião Lobo                | PSD     | 1.264   | 1,58%      | Bela Vista de Goiás    | Goiás              |
| Getuliano Artiaga Lima        | PSD     | 1.211   | 1,51%      | Itaberaí               | Goiás              |
| José Camilo de Oliveira       | UDN     | 1.182   | 1,48%      | Bela Vista de Goiás    | Goiás              |
| Misach Ferreira Júnior        | PSD     | 1.159   | 1,45%      | Silvânia               | Goiás              |
| Rafael Arcanjo do Nascimento  | PSD     | 1.117   | 1,40%      | Goiás                  | Goiás              |
| Castro Costa                  | PSD     | 1.047   | 1,31%      | Trindade               | Goiás              |
| Plínio Gonzaga Jaime          | PSB     | 1.029   | 1,29%      | Pirenópolis            | Goiás              |
| Wilson da Paixão              | PSD     | 1.027   | 1,28%      | Catalão                | Goiás              |
| Balduíno da Silva Caldas      | PSD     | 1.021   | 1,28%      | Itaberaí               | Goiás              |
| Urquiza Fleury de Brito       | UDN     | 1.016   | 1,27%      | Goiás                  | Goiás              |
| Joaquim Gomes Filho           | PSD     | 1.016   | 1,27%      | Pirenópolis            | Goiás              |
| José Mendonça                 | UDN     | 1.002   | 1,25%      | Pirenópolis            | Goiás              |
| Vital Pereira Cabral          | PSD     | 1.001   | 1,25%      | Santo Antônio do Monte | Minas Gerais       |
| Benedito de Araújo Melo       | PSD     | 979     | 1,22%      | Luziânia               | Goiás              |
| Francisco de Brito            | UDN     | 974     | 1,22%      | Conceição do Tocantins | Tocantins          |
| Joaquim Gilberto              | PSB     | 876     | 1,09%      | Luziânia               | Goiás              |
| Ary Frausino Pereira          | PSB     | 830     | 1,04%      | Corumbaíba             | Goiás              |
| Joviano Ribeiro               | PSB     | 780     | 0,97%      | Catalão                | Goiás              |
| Abrão Isaac Neto              | PCB     | 635     | 0,79%      | Catalão                | Goiás              |
| Afrânio Francisco de Azevedo  | PCB     | 583     | 0,73%      | Uberaba                | Minas Gerais       |

## Eleições municipais
Em 23 de novembro de 1947 foram realizadas eleições municipais no estado.